# Evelina (romanzo)
Evelina è un romanzo epistolare della scrittrice inglese Frances Fanny Burney pubblicato nel 1778.
Questo romanzo sentimentale è una descrizione satirica della società in cui è ambientato, ed è un precursore importante dei lavori di Jane Austen e Maria Edgeworth, i cui romanzi esplorano argomenti simili.

## Storia editoriale
Il romanzo fu pubblicato per la prima volta nel 1778 nel Regno Unito. Sebbene pubblicato in forma anonima, la sua paternità fu rivelata dal poeta George Huddesford in quella che Burney definì una "poesia vile".

## Trama
Evelina è la figlia naturale di un nobile inglese dissipato. La sua nascita in circostanze dubbie l'ha costretta a crescere in una situazione di isolamento rurale fino al suo diciottesimo anno. Attraverso una serie di vicende comiche che hanno luogo tra Londra e la località turistica di Bristol-Hotwells, Evelina impara a districarsi nelle pieghe della società del diciottesimo secolo e a conquistare l'amore di un nobile gentiluomo.

## Edizioni
- Frances Fanny Burney, Evelina, traduzione di Chiara Vatteroni, Roma, Fazi, 2019, ISBN 9788893254397, OCLC 1206452104.